# Эбботт, Джек (политик)
Джек Саймон Эбботт (англ. Jack Simon Abbott) – британский политик от Лейбористской и Кооперативной партий, который был избран членом палаты общин от округа Ипсуич на всеобщих выборах 2024 года.
Эбботт вырос в Саффолке. Был советником в Совета графства Саффолк, являясь «представителем лейбористской группы по вопросам детских услуг, образования и навыков». Позднее работал в торговой ассоциации по возобновляемой энергии. Также был образовательным ассистентом.
В 2015 году Эбботт баллотировался в палату общин от округа Центральный Саффолк и Северный Ипсуич, заняв второе место после действующего консервативного депутата Дэна Поултера.